# Jalovec polehlý
Jalovec polehlý (Juniperus horizontalis) je stálezelený neopadavý jehličnan, keřovitá dřevina nízkého vzrůstu z čeledi cypřišovité (Cupressaceae).

## Synonyma

### Vědecké názvy
Podle biolib.cz je pro druh s označením Juniperus horizontalis používáno více rozdílných názvů, například Juniperus hudsonica, Juniperus prostrata, Juniperus repens, Juniperus virginiana var. prostrata, Sabina horizontalis, nebo Sabina prostrata.

### České názvy
Podle biolib.cz je pro druh s označením jalovec polehlý používáno více rozdílných názvů, například jalovec plazivý. V některých případech je ale používán i název jalovec vodorovný. 

## Výskyt
Je původní v oblastech na severu Severní Ameriky, na většině území Kanady od Yukonu po Newfoundland, ve Spojených státech na Aljašce, a místně od státu Montana po Maine. Nejjižněji dosahuje výskytu ve Wyomingu a severním Illinois.

## Popis
Keř dosahuje pouze 10–30 centimetrů výšky, ale často bývá několik metrů široký. Výhonky jsou štíhlé, 0,7 do 1,2 mm v průměru. Mívá juvenilní jehlice (na mladých rostlinách nebo po řezu), jež jsou ostře špičaté, 5–10 mm dlouhé. Druh je dvoudomý, na jedinci jsou pouze samčí nebo samičí orgány. Samčí šištice jsou 2 až 4 mm v dlouhé a kvetou na jaře. Plody jsou kulovité, 5–7 milimetrů široké, tmavě modré se světle modrobílým voskovitým ojíněním, a obsahují dvě semena (zřídka jedno nebo tři). Stopka bývá zakřivená a dozrávají během 18 měsíců.
Je blízce příbuzný s druhem Juniperus virginiana a často se s ním kříží tam, kde se vyskytují společně, obvykle v jižní Kanadě. Kříženci s druhem jalovec skalní jsou rovněž známi.

## Využití
Jako okrasné rostliny pro použití v zahradách je vyšlechtěno více než 100 různých odrůd. Druh je ceněn jako stálezelená rostlina, v kompozici jej lze využít jako půdokryvné dřeviny nebo do skalek.

### Kultivary
Oblíbenými kultivary jsou "Bar Harbor", "Blue Acres", "Emerald Spreader", "Green Acres" a "Wiltonii", "Blue Carpet". Mnoho z nejoblíbenějších kultivarů má nápadně namodralé jehlice, ovšem jsou pěstovány i odrůdy se sytě zelenými, nažloutlými nebo panašovanými jehlicemi.

### Pěstování
S ohledem na výšku jej snadno přerůstá plevel (zapleveluje se). Je proto vhodné namulčování mulčovací textilií. Vyžaduje plné osvětlení, ve stínu silně prosychá. Snáší otevřené prostranství, odolává namrzání a snese přísušky. Preferuje propustné i chudší, mírně kyselé půdy, ale snáší i zásadité. Přihnojení podpoří růst. Snáší průmyslové prostředí. Je vhodný i pro pěstování v mobilní zeleni.

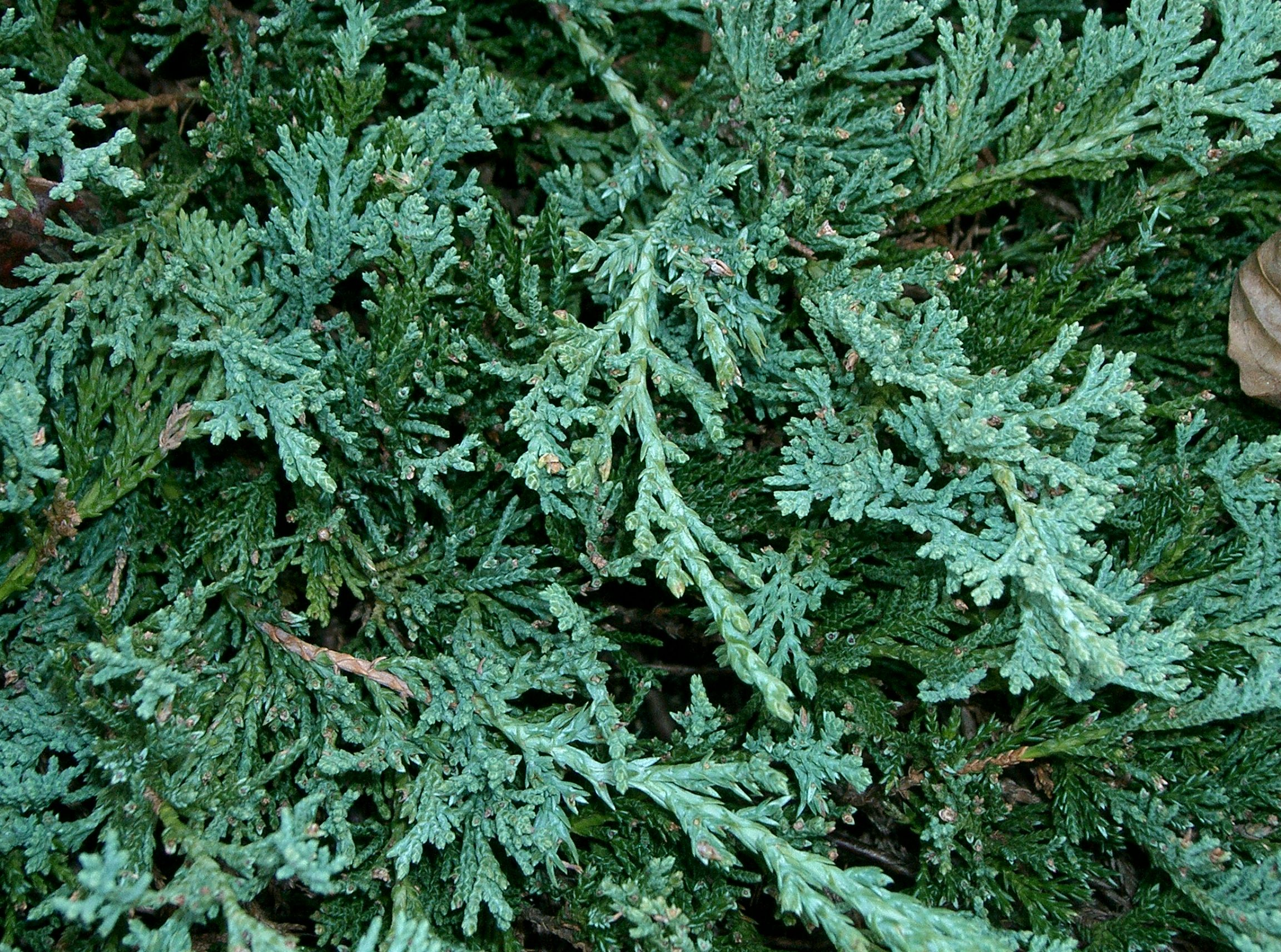
Kultivar Juniperus horizontalis 'Wiltonii'
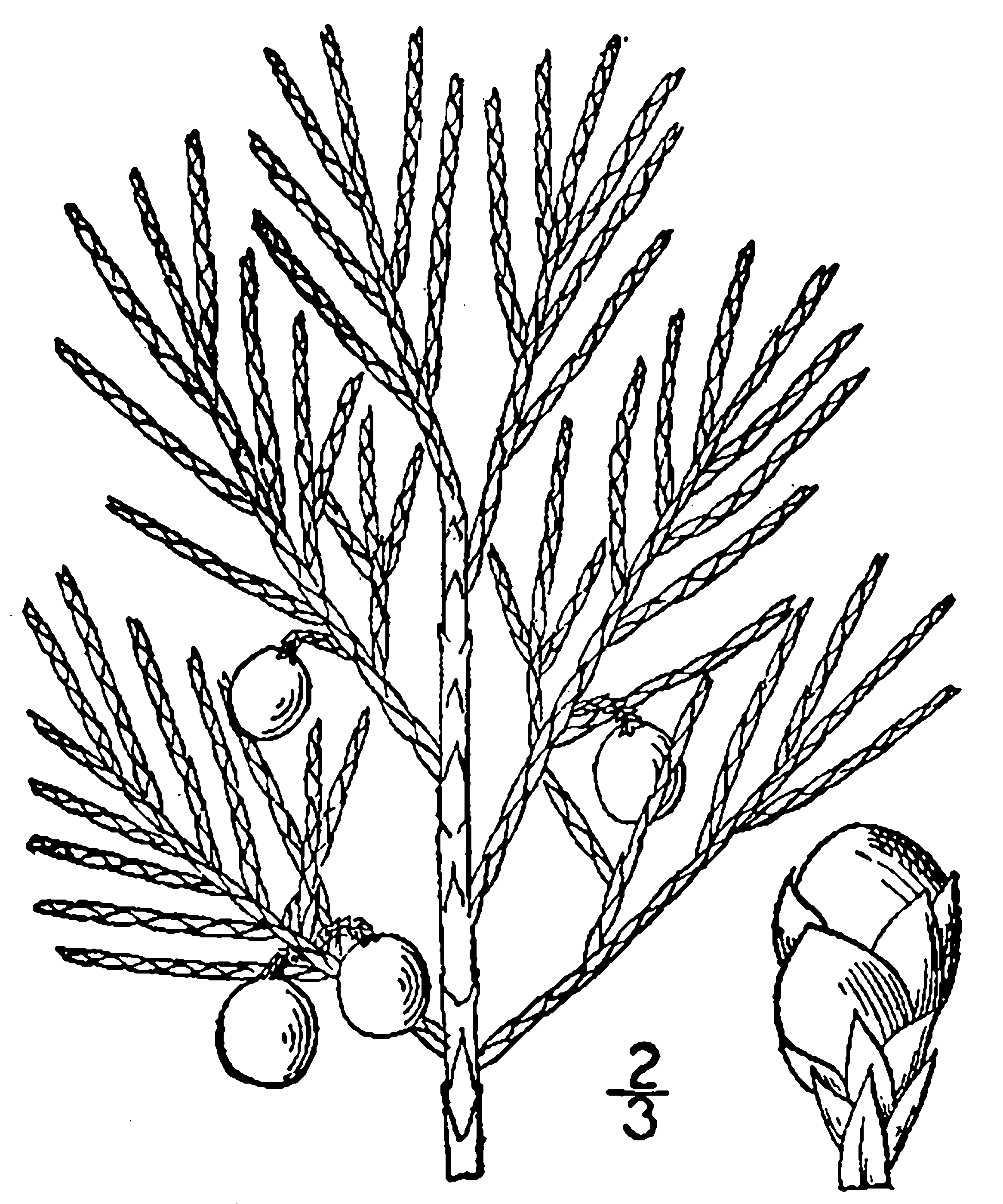
Popisný obrázek
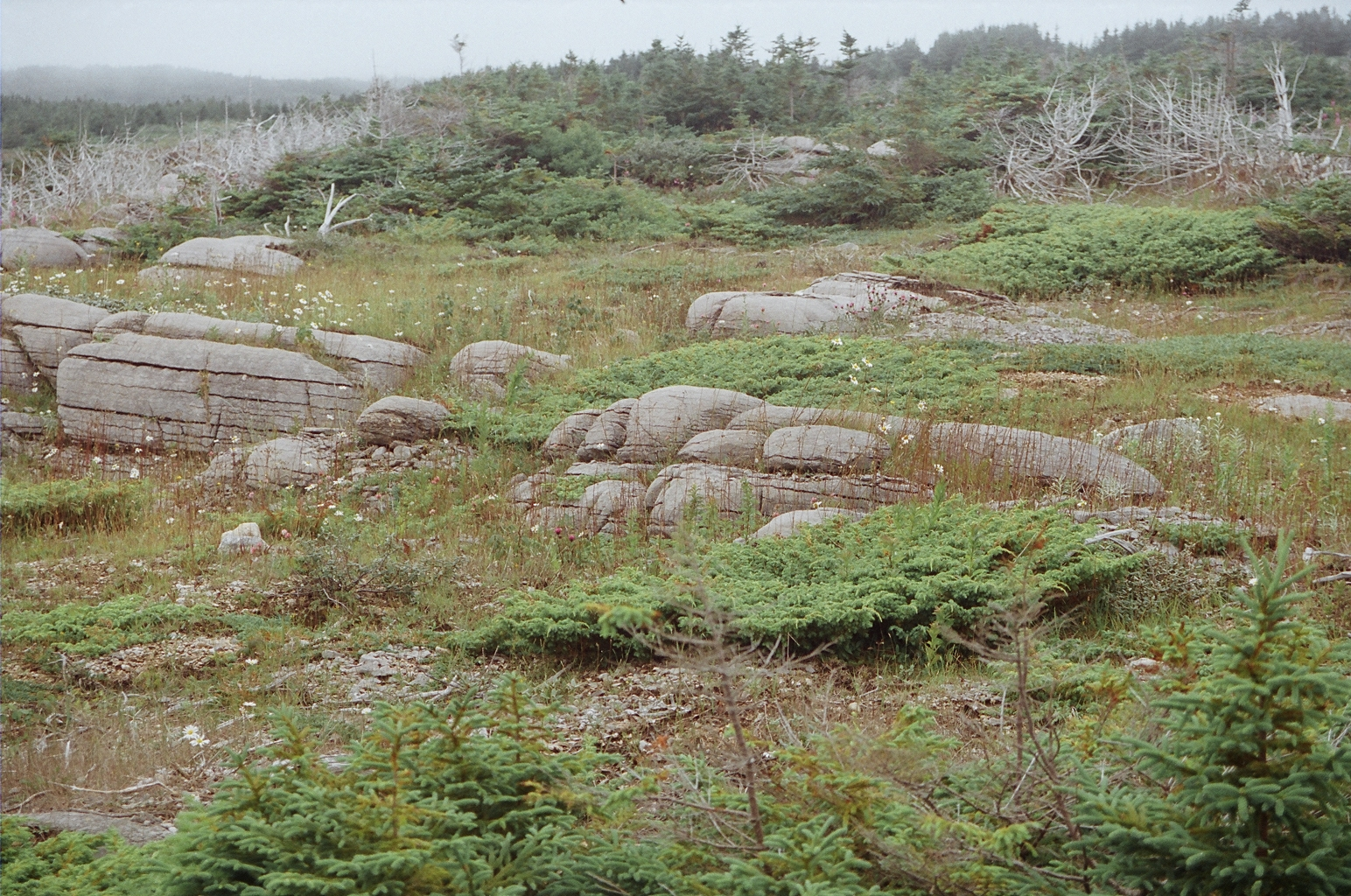
Volně rostoucí jedinci